# Czerteż (Pasmo Radziejowej)
Czerteż – polana i osiedle miejscowości Piwniczna-Zdrój. Znajduje się w Paśmie Radziejowej Beskidu Sądeckiego, na bocznym grzbiecie opadającym z masywu Małego Rogacza w południowo-wschodnim kierunku do doliny potoku Czercz. Grzbiet ten oddziela dolinę potoku Międzybrodzie od doliny innego potoku bez nazwy (obydwa są dopływami Czercza). Polana położona jest na dość stromym stoku, na wysokości około 810–910 m n.p.m.. Jest jedną z licznych polan miejscowości Piwniczna-Zdrój i powstała, jako tzw. zarębek: w wyniku wyrąbania lasu przez pierwszych osadników w miejscu odległym od zajętych już przez pola uprawne i zabudowania dogodniejszych terenów w dolinie Poradu i Czercza. Bogdan Mościcki, autor przewodnika „Beskid Sądecki i Małe Pieniny” nazywa te polany „żyjącymi górami”. Przez długi czas ich mieszkańcy utrzymywali się z pasterstwa i uprawy jałowej i płytkiej gleby w trudnych, górskich warunkach. Obecnie na polanie Czerteż znajduje się jedno gospodarstwo.